# Vatutine
Vatutine (em ucraniano:   Ватутіне; em russo:   Ватутино) é uma cidade da Ucrânia, situada no Oblast de Tcherkássi. Tem 10,89 km² de área e sua população em 2020 foi estimada em 16.200 habitantes.